# 第1軍団 (アメリカ陸軍)
第1軍団(First Corps、別名America's Corps)は、アメリカ陸軍の軍団の一つ。陸軍総軍の指揮下に入っており、必要に応じて環太平洋地域におけるアメリカ陸軍の活動を監督する任務をもつ司令部部隊である。
司令部は、ワシントン州フォート・ルイスに置かれている。平時は予備役の訓練・管理も担当している。現在の司令官はザビエル・T・ブランソン中将。

## 歴史
創設されてから現在まで、度々解散しているため一貫した歴史を持つ部隊ではないが、アメリカ陸軍の軍団の中では、最も長い歴史を持つ。最初の創設はアメリカ南北戦争の時である。1898年の米西戦争にも参加している。
第一次世界大戦、第二次世界大戦にも参加し、第二次大戦では太平洋の島嶼で日本軍と激戦を繰り広げている。日本占領時には司令部を京都に置いた。
戦後は、朝鮮戦争に参加した以外は実戦に参加せず、予備役の訓練に努めることでソ連との全面戦争に備えた。
冷戦終結後も、予備役訓練の任務を担い、湾岸戦争にも多くの予備役部隊を送り出した。

## 任務と編制
軍団の責任区域は環太平洋地域であり、危機に際しては、太平洋軍の直轄下で1個の統合任務部隊として機能するか、もしくは太平洋陸軍隷下の軍団司令部として機能する 。
軍団は、韓国防衛および日本防衛について、作戦計画を準備している。また、フィリピンやタイの防衛、その他太平洋地域の低強度紛争への介入の他、人道的援助や大量難民対処などの戦争以外の軍事作戦についても準備している。兵の総数は約44,000人。

### 米軍再編との関連
第1軍団司令部は、米軍再編の一環で、神奈川県座間市にある陸軍キャンプ座間への移転が予定されている。すでに移転の準備の一環として前方展開司令部が座間に設置されている。司令部移転後は、韓国駐留陸軍部隊を含む西太平洋全域の陸軍部隊を指揮下に収めるなど、複数の再編案があるとされているが、いまだはっきりした形は示されていない。

### 編制

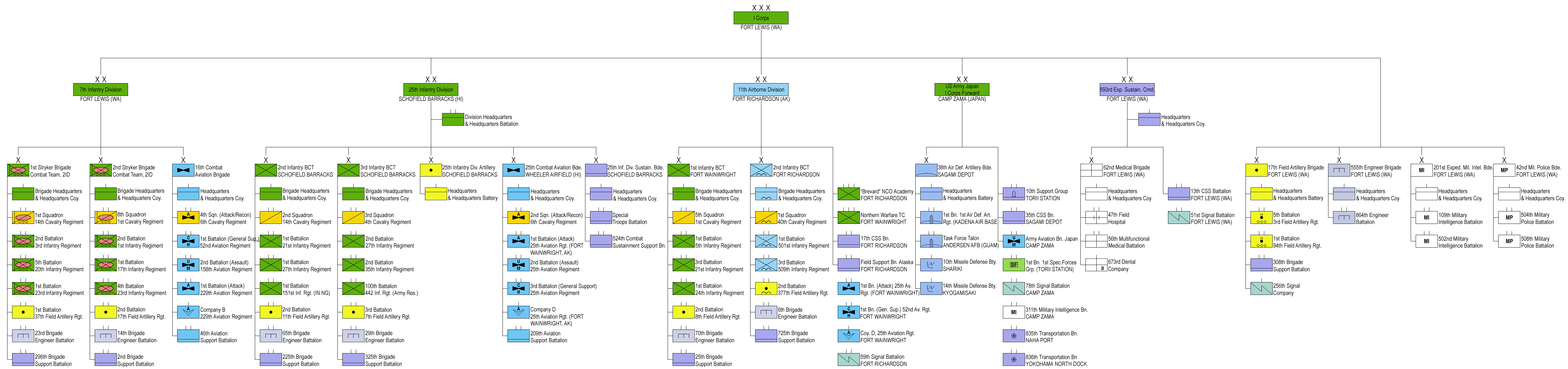
第1軍団組織図

2012年10月には軍団において第7歩兵師団が再開隊された。その旅団には以前から軍団に属していた第2歩兵師団の旅団名称が残っている。
- 在日米陸軍（前方）
- 第7歩兵師団
  - 第2歩兵師団第2ストライカー旅団戦闘団
  - 第2歩兵師団第3ストライカー旅団戦闘団
  - 第16戦闘航空旅団
  - 第17野戦砲兵旅団
  - 第555工兵旅団
  - 第201戦場監視旅団
- 第25歩兵師団
- 第11空挺師団
- 第593兵站コマンド
  - 第42憲兵旅団
  - 第62医療旅団